# Нюрнберзькі принципи
Нюрнберзькі принципи являють собою звід основоположних правових принципів, які характеризують діяння, які, згідно з міжнародним правом, є злочинами проти миру і безпеки людства. Документ був створений Комісією міжнародного права Організації Об'єднаних Націй з метою кодифікації правових принципів, що лежать в основі Нюрнберзького процесу над членами нацистської партії після Другої світової війни.

## Принципи

### Принцип І
Принцип I встановлює: «Будь-яка особа, яка вчиняє діяння, що визнається злочином відповідно до міжнародного права, несе відповідальність і тому підлягає покаранню.»

### Принцип II
Принцип II встановлює: «Той факт, що національне право не встановлює покарання за діяння, що визнається злочином відповідно до міжнародного права, не звільняє особу, яка вчинила це діяння, від відповідальності за міжнародним правом».

### Принцип III
Принцип III встановлює: «Той факт, що особа, яка вчинила діяння, що визнається злочином відповідно до міжнародного права, виступала як глава держави або відповідальний державний чиновник не звільняє цю особу від відповідальності за міжнародним правом».

### Принцип IV
Принцип IV встановлює: «Той факт, що особа діяла за наказом свого уряду чи керівника, не звільняє її від відповідальності за міжнародним правом, якщо для неї свідомий вибір фактично був можливий».
Цей принцип може бути перефразований наступним чином: "Не є прийнятним виправданням сказати, що «я просто виконував накази мого керівництва».
До Нюрнберзького процесу це виправдання було відомо в просторіччі як «виконання наказу чи розпорядження». Після видатної значущої події Нюрнберзького процесу це виправдання багато хто називає «оборона Нюрнберга». Останнім часом, третій термін, «законні накази» став просторіччям для деяких людей. Всі три терміни використовуються в даний час, і всі вони мають трохи різні нюанси сенсу, залежно від контексту, в якому вони використовуються.
Нюрнберзький Принцип IV підтримується судовою практикою на законному рівні, підтвердження чого знайдено в декількох статтях Загальної декларації прав людини, які опосередковано стосуються відмови від несення військової служби з релігійних міркувань. Це підтверджується також принципами, знайденими в Керівництві з процедур та критеріїв визначення статусу біженця, видане Управлінням Верховного комісара Організації Об'єднаних Націй у справах біженців (УВКБ). Ці принципи стосуються умов, згідно з якими особи, які відмовилися від несення військової служби з релігійних міркувань можуть отримати статус біженця в іншій країні, якщо останні стикаються з переслідуваннями в своїй власній країні за відмову брати участь в незаконній війні.

### Принцип V
Принцип V встановлює: «Будь-яка особа, яка обвинувачується у вчиненні злочину відповідно до міжнародного права, має право на справедливий судовий розгляд на підставі фактів і права.»

### Принцип VI
Принцип VI встановлює: «Злочини, які караються за міжнародним правом:

1. Злочини проти миру:
- планування, підготовка, розв'язання або ведення агресивної війни або війни внаслідок порушення міжнародних угод та договорів;
- участь в загальному плані або змові, спрямованих на здійснення будь-яких з дій, згаданих вище.

2. Воєнні злочини:
- Порушення законів та звичаїв війни і, в тому числі, але не виключно, вбивство, жорстоке поводження чи передання в рабство чи інші подібні дії щодо цивільного населення окупованої території, вбивство чи жорстоке поводження з військовополоненими або особами, які знаходяться в морі, вбивство заручників або розграбування державного або приватного майна, безглузде руйнування міст і сіл або їх розорення, що не виправдовується військовою необхідністю.

3. Злочини проти людства:
- Вбивство, винищування, поневолення, депортація та інші нелюдські акти, що здійснюються щодо цивільного населення, або переслідування за політичними, расовими або релігійними мотивами, якщо такі дії мають місце при вчиненні будь-якого злочину проти миру або якого-небудь військового злочину, або у зв'язку з такими».

### Принцип VII
Принцип VII встановлює: «Співучасть у вчиненні злочину проти миру, військового злочину або злочину проти людяності, про які говорить Принцип VI, є міжнародно-правовим злочином».

## Значення Нюрнберзьких принципів для міжнародного права
Напередодні 26 червня 1945 року, під час підписання Статуту Організації Об'єднаних Націй, уряди, що брали участь у його розробці, були проти наділення законодавчою владою Організації Об'єднаних Націй, тобто повноваженнями приймати обов'язкові норми міжнародного права. Як наслідок, вони позбавили права Генеральну Асамблею застосовувати загальні норми до держав. Проте, мали місце повноваження Генеральної Асамблеї щодо надання тлумачень та рекомендацій, що призвело до прийняття статті 13 в главі IV Статуту.
Дане положення зобов'язує Генеральну Асамблею Організації Об'єднаних Націй організовувати дослідження і давати рекомендації, які заохочують прогресивний розвиток міжнародного права та його кодифікацію.
Нюрнберзькі принципи були розроблені органами ООН в рамках обмеженого мандата.
На відміну від договірного права, звичаєве міжнародне право не є писаним. Щоб довести, що певне правило є звичаєвим, треба показати, що воно відбивається в державній практиці і що існує переконання у міжнародному співтоваристві, що така практика необхідна з точки зору закону. (Наприклад, у Нюрнберзькому процесі мала місце «практика» з «міжнародного права» щодо Нюрнберзьких принципів; така «практика» була підтримана міжнародним співтовариством).
У 1947 році відповідно до резолюції Генеральної Асамблеї ООН 177 (II), пункту (а), Комісія міжнародного права була направлена «сформулювати принципи міжнародного права, визнані у Статуті Нюрнберзького трибуналу і в рішенні Трибуналу». У ході розгляду даного питання, постало питання про те, чи слід Комісії з'ясувати, якою мірою принципи, що містяться в Статуті і рішенні Трибуналу, становили принципи міжнародного права. Був зроблений висновок, що, оскільки Нюрнберзькі принципи були затверджені Генеральною Асамблеєю, завданням покладеним на комісію було не висловлювати ніякої оцінки цих принципів як принципів міжнародного права, а лише їх сформулювати. Вищенаведений текст був прийнятий Комісією на її другій сесії. Доповідь Комісії також містить коментарі за принципами.

## Приклади принципів, що були і не були підтримані

### Римський статут міжнародного кримінального суду 1998 року
Що стосується Нюрнберзького Принципу IV і його особливої уваги до відповідальності індивіда, можна стверджувати, що версію захисту виконання наказу чи розпорядження можна розглядати як захист міжнародних злочинів у Римському статуті Міжнародного кримінального суду. (Римський статут був погоджений в 1998 році як основоположний документ Міжнародного кримінального суду, створеного, щоб здійснювати правосуддя над обвинуваченими у серйозних міжнародних злочинах). У Статті 33, під назвою "Виконання наказів і розпоряджень та припис закону, " говориться:

1.Той факт, що злочин, що підпадає під юрисдикцію Суду, було вчинено особою за наказом уряду або начальника, будь то військового або цивільного, не звільняє цю особу від кримінальної відповідальності, хіба тільки:
- (А) особа була юридично зобов'язана виконувати накази даного уряду або даного начальника;
- (Б) ця особа не знала, що наказ був незаконним;
- (В) наказ не був явно незаконним.

2. Для цілей цієї статті накази про вчинення злочину геноциду чи злочинів проти людства є явно незаконними.
Є два тлумачення цієї статті:
- Це формулювання, особливо (1) (А), при існуванні дієвої заборони використання Нюрнберзького захисту стосовно звинувачення у геноциді і в злочинах проти людства, дозволяють Нюрнберзькому захисту використовувати це положення як захист від обвинувачення у такому злочині як війна, за умови, що відповідні критерії будуть виконані.
- Проте таке тлумачення міжнародного кримінального суду статті 33 відкрите для дискусії: наприклад стаття 33 (1) (С) захищає підсудного, тільки якщо «наказ не був явно незаконним.» «Наказ» можна вважати «незаконним», якщо врахувати, що Нюрнберзький Принцип IV буде застосований як «закон» у даному випадку. Якщо так, то відповідач не є захищеним.[5]

### Канада
Нюрнберзький Принцип IV і його посилання на відповідальність індивіда стосувався позову у Канаді у справі Хінцман проти Канади. Єремія Хінцман був дезертиром армії США, один з багатьох підпільників іракської війни, який домагався статусу біженця в Канаді з приводу відмови від несення військової служби з релігійних міркувань. Його адвокат, Джеффрі Хаус, спочатку підняв питання про законність війни в Іраку, як таке, що має відношення до їхньої справи. Постанова Федерального суду була винесена 31 березня 2006 року, і відмовляла у задоволенні претензій позивача щодо надання йому статусу біженця.
У рішенні суддя Енн Л. Мактавіш вирішив питання про особисту відповідальність: «Людина повинна бути залучена у процес формування політики, щоб бути винним у злочині проти миру… ніхто не очікує від звичайного піхотинця вироблення його власної оцінки щодо законності конфлікту. Точно так само, така людина не може бути притягнута до кримінальної відповідальності за боротьбу на підтримку незаконної війни, вважаючи, що її особиста поведінка під час війни є за інших обставин належною».

15 листопада 2007, Верховний суд Канади, що складався з суддів Мішель Бастарака, Розалі Абелла і Луїзи Шерон відмовив у прийнятті заяви на розгляд справи у касаційному порядку, без пояснення причин.